# Tineke van Dijk
Tineke van Dijk (Amsterdam, 29 augustus 1953 – aldaar, 11 januari 2004) was een Nederlands vertaalster van met name Italiaanse literatuur.

## Biografie
Van Dijk studeerde vertaalkunde Frans en Italiaans aan de Universiteit van Amsterdam (UvA). Zij studeerde in 1982 af met als specialisatie literatuur. Tijdens haar studie was zij actief in het bestuur van het Instituut voor Vertaalkunde en betrokken bij de oprichting van de Vertaalwinkel als onderdeel van de Wetenschapswinkel van de UvA. Na haar afstuderen werkte Van Dijk als zelfstandig vertaalster van met name Italiaanse literatuur. Van Dijk was een van de oprichters van de in Italiaanse literatuur gespecialiseerde boekhandel Libreria Bonardi in Amsterdam.
Tot haar vertaaloeuvre behoren werken van grote schrijvers als Giorgio Bassani en Luigi Pirandello, en minder bekende waaronder Paola Capriolo, Leonardo Sciascia, Ermanno Cavazzoni, Gianni Celati en Francesca Duranti.

## Prijzen
- 1999 - Meulenhoff Vertalers-prijs voor haar jarenlange inzet voor de Italiaanse literatuur in Nederland
- 2003 - Martinus Nijhoff-prijs voor haar vertalingen uit het Italiaans

## Vertalingen
- 1983 - De honderd vogels van Tonino Guerra (ISBN 903510031X)
- 1983 - De ronde van Italië van Dino Buzzati (ISBN 9020402315)
- 1983 - Het bal van de etalagepoppen van Bruno Jasienski (ISBN 9064030383)
- 1984 - Het witboek van Jean Cocteau (ISBN 9070464217)
- 1985 - Dagboek van een vrouw van Dacia Maraini (ISBN 9025465412)
- 1985 - Oro van Cizia Zykë (ISBN 9029020989)
- 1985 - Tj'in, de eerste keizer van China van Jean Levi
- 1986 - Uit liefde voor Marie Salat. De verborgen correspondentie tussen twee vrouwen van Régine Deforges (ISBN 9069740044)
- 1987 - Macno van Andrea De Carlo (ISBN 9035104196)
- 1987 - Het huis aan het maanmeer van Francesca Duranti (ISBN 9035105095)
- 1988 - Trottoir van Jean Cocteau (ISBN 9070464764)
- 1988 - Het materiële leven van Marguerite Duras (ISBN 9069740109)
- 1988 - Een gelukkig einde van Francesca Duranti (ISBN 9035105966)
- 1988 - Vertellers uit de Po-Vlakte van Gianni Celati (ISBN 9029039973)
- 1989 - Vier verhalen over de schijn der dingen van Gianni Celati (ISBN 9029037040)
- 1989 - 6 Teksten van Carlo Emilio Gadda (ISBN 9023413644)
- 1990 - De stem van de maan van Ermanno Cavazzoni (ISBN 9025468179)
- 1990 - Hup! Sportieve verhalen uit de wereldliteratuur samengesteld door Huub Beurskens (ISBN 9029037555)
- 1990 - De kruik van Luigi Pirandello (ISBN 9071127214) (ISBN 9071127222)
- 1990 - Alle drie van Luigi Pirandello (ISBN 9071127168) (ISBN 9071127176)
- 1991 - Gesprekken met Ferdinando Camon, Germaine Greer, Tullio Regge en Philip Roth van Primo Levi (ISBN 9029029900)
- 1991 - Berecche en de oorlog van Luigi Pirandello (ISBN 9071127249) (ISBN 9071127230)
- 1991 - Open deuren van Leonardo Sciascia (ISBN 9065512233) (ISBN 9063033648)
- 1992 - Een dag van Luigi Pirandello (ISBN 9071127281) (ISBN 9071127273)
- 1992 - De stenen vrouw. Verhalen van Paola Capriolo (ISBN 9029028769)
- 1993 - De ervaring van de nacht van Marcel Béalu (ISBN 907112732X)
- 1994 - Voor de liefde heb ik geleefd van Paola Capriolo (ISBN 9029040998)
- 1995 - Heerlijk weer van Giorgio Bassani e.a. (ISBN 9029045639)
- 1995 - Lida Mantovani van Giorgio Bassani (ISBN 9029050322)
- 1995 - Binnen de muren. Verhalen van Giorgio Bassani (ISBN 9029049383). Opgenomen in Het verhaal van Ferrara (ISBN 9029065494)
- 1996 - De gouden bril van Giorgio Bassani (ISBN 9029051736). Opgenomen in Het verhaal van Ferrara (ISBN 9029065494)
- 1997 - Achter de deur van Giorgio Bassani (ISBN 902905459X). Opgenomen in Het verhaal van Ferrara (ISBN 9029065494)
- 1998 - De reiger van Giorgio Bassani. Opgenomen in Het verhaal van Ferrara (ISBN 9029065494)
- 1998 - De geur van hooi van Giorgio Bassani. Opgenomen in Het verhaal van Ferrara (ISBN 9029065494)
- 2002 - Het Italiaanse sonnet door de eeuwen heen

- Digitale Bibliotheek voor de Nederlandse Letteren: dijk168
- International Standard Name Identifier: 0000 0000 6510 1399
- Nederlandse Thesaurus van Auteursnamen: 06932235X
- Istituto Centrale per il Catalogo Unico: PALV036731
- Virtual International Authority File: 285792452
- WorldCat: E39PBJkHjVJRvfV37jQgMxDwmd